# Isbel Luaces
Isbel Luaces (ur. 20 lipca 1975) – kubański lekkoatleta, który specjalizował się w rzucie oszczepem.
W 1994 zdobył brązowy krążek mistrzostw świata juniorów. Srebrny medalista uniwersjady w Pekinie (2001) z wynikiem 81,68. Dwa lata wcześniej podczas uniwersjady w Palma de Mallorca zdobył brąz osiągając rezultat 82,18. Dwukrotny olimpijczyk - Sydney 2000 oraz Ateny 2004. W obu startach nie odniósł sukcesów kończąc występy na eliminacjach. Uczestnik mistrzostw świata w 2003 roku - z wynikiem 74,07 nie awansował do finału. Mistrz Kuby z 2003 roku, jest również zdobywcą srebrnego medalu igrzysk panamerykańskich w Santo Domingo. Rekord życiowy: 83,63 (23 lipca 2002, Hawana).